# Cinta Massip Bonet
Cinta Massip Bonet (Tortosa, 16 de febrer de 1961) és una poeta catalana, filla del poeta i arxiver Jesús Massip i Fonollosa.
Cinta és llicenciada en Filologia Catalana a la Universitat de Barcelona i DEA en Arts Escèniques per la Universitat Autònoma de Barcelona. Ha desenvolupat una àmplia activitat artística relacionada amb les arts de la paraula en diferents àmbits, com la poesia, l'assaig, la dramatúrgia, la traducció, la direcció i la interpretació escèniques. Ha creat més d'una vintena de muntatges poètics sobre l'obra de diversos autors amb la col·laboració de músics com Joan Alavedra, Mario Mas i Toti Soler, entre altres i amb altres poetes com Feliu Formosa. Ha editat mitja dotzena de discos, d'entre els quals cal destacar El meu amor sense casa, basat en poemes de Maria-Mercè Marçal amb música de Toti Soler, i Per molts anys i bon profit, amb poemes de Miquel Martí i Pol i música de Toti Soler (premi Disc català de l'any del 2000). El seu compromís amb la cultura, enllà de l'obra personal, l'ha desenvolupat als centres KRTU i Arts Santa Mònica, on ha coordinat trobades de creadors i conferències d'intel·lectuals capdavanters de la cultura mundial, i alhora n'ha tingut cura de les edicions. Ha publicat articles i estudis literaris en diversos diaris i revistes. Les seves traduccions teatrals i poètiques han estat publicades en diferents editorials. La seva obra poètica ha estat inclosa en diverses antologies i al llibre Amurada (Lleonard Muntaner, 2006).